# تمساوت
تمساوت  (بالإنجليزية: TAMSAOUT) هي جماعة قروية تابعة لإقليم الحسيمة ضمن جهة تازة الحسيمة تاونات بالمغرب.  بلغ مجموع عدد سكان تمساوت  حسب إحصاءات 2004  حوالي 12610  نسمة   يعيشون في 1817 أسرة.

## إحصاء عام
| السنة | عدد السكان | عدد الأسر | عدد الأجانب |
| ----- | ---------- | --------- | ----------- |
| 1994  | 10208      | 1489      | °°°°        |
| 2004  | 12610      | 1817      | 0           |

== دواوير الجماعة ==      إزوغار     أجرسيف    أبطويين   أسوول   مركين  تليريين  أسلكي    نادر تاغية   تامساوت اسمارطس  الهوتة دراق